# Смородин, Георгий Степанович
Гео́ргий Степа́нович Сморо́дин (1 апреля 1905, Вереино, Чусовской горсовет — 17 апреля 1986, Симферополь) — советский учёный-агроном

, доктор сельскохозяйственных наук, профессор.
Автор более 30 научных трудов.

## Биография
Родился 1 (14) апреля 1905 года в селе Вереино Пермской губернии.
Участник Великой Отечественной войны, член ВКП(б)/КПСС.

### Образование
В 1921—1923 годах учился на рабочем отделении Пермского политехникума. В 1930 году окончил Пермский университет (сельскохозяйственный факультет), а в 1941 году окончил в Москве Институт Маркса-Энгельса-Ленина (позже — Институт марксизма-ленинизма).
В Саратовском сельскохозяйственном институте защитил кандидатскую диссертацию на тему «Агротехническая оценка тракторных плугов на чернозёмах и серых лесных почвах Башкирии». В 1958 году в Сельскохозяйственной академии им. К. А. Тимирязева защитил докторскую диссертацию на тему «Агрофизические свойства чернозёмов Южного (Башкирского) Предуралья и особенности их обработки».

### Деятельность
Трудовую деятельность начал в 1929—1930 годах агрономом совхоза «Подовинное» Уралсовхозтреста. В 1930—1931 годах служил в Красной армии, был курсантом артиллерийского дивизиона.
Демобилизовавшись, в 1931—1937 годах работал в Уфе научным сотрудником Башкирского института земледелия и животноводства. В 1937—1941 годах — старший научный сотрудник и заведующий отделением Башкирской станции полеводства. С началом Великой Отечественной войны был призван в действующую армию, и с июня 1941 по февраль 1942 года был командиром взвода 50-го запасного артиллерийского полка в Хабаровском крае. С 1942 года — командир взвода 48-го гвардейского артиллерийского полка Северо-Западного фронта. С января 1943 по декабрь 1945 года — командир батареи 22-го гвардейского артиллерийского полка 3-й гвардейской стрелковой дивизии 4-го Украинского и 3-го Прибалтийского фронтов.
После окончания войны, в 1946—1949 годах Георгий Смородин работал заведующим отделом и заместителем директора Башкирской опытной станции. В 1949—1950 годах — доцент Башкирского педагогического института (ныне Башкирский государственный педагогический университет имени М. Акмуллы). В 1950—1965 годах — заведующий кафедрой Башкирского сельскохозяйственного института (ныне Башкирский государственный аграрный университет).
Переехав в Крым, с 1965 по 1970 год был заведующим кафедрой земледелия Крымского сельскохозяйственного института; в 1970—1971 годах профессор-консультант кафедры общего земледелия того же института. С 1972 по 1974 год Г. С. Смородин работал старшим научным сотрудником-консультантом научно-исследовательского сектора по кафедре методики биологии и основ сельскохозяйственного производства Симферопольского государственного университета им. М. В. Фрунзе (ныне Таврический национальный университет имени В. И. Вернадского); с 1974 по 1975 год — старший научный сотрудник научно-исследовательского сектора по кафедре физической географии СССР этого же университета.
Под его руководством защищено десять диссертаций на соискание ученой степени кандидата наук.
Умер 17 апреля 1986 года в Симферополе.

## Заслуги
- Был награждён орденами Красной звезды (1944), Отечественной войны II степени (1944) и Отечественной войны I степени (дважды, апрель и май 1945), а также медалями, в числе которых медалями «За оборону Сталинграда» и «За взятие Кенигсберга».
- Удостоен званий «Заслуженный деятель науки Башкирской АССР» (1965) и «Заслуженный агроном РСФСР» (1977)[1].